# Nesticus vazquezae
Espèce
Nesticus vazquezae est une espèce d'araignées aranéomorphes de la famille des Nesticidae.

## Distribution
Cette espèce est endémique du Querétaro au Mexique,. Elle se rencontre dans les grottes Sótano del Gobernador, Sótano de Tejamanil, Sótano del Buque et Cueva del Mercurio.

## Description
Le mâle décrit par Gertsch en 1984 mesure 5,50 mm et la femelle 6,80 mm.

## Étymologie
Cette espèce est nommée en l'honneur de Leonila Vázquez García.

## Publication originale
- Gertsch, 1971 : A report on some Mexican cave spiders. Association for Mexican Cave Studies Bulletin, vol. 4, p. 47-111.